# 竹田市
竹田市（たけたし）は、大分県の南西部に位置する市である。
かつての岡藩の城下町であり、岡城は瀧廉太郎が「荒城の月」の構想を練ったことで知られる。

## 地理

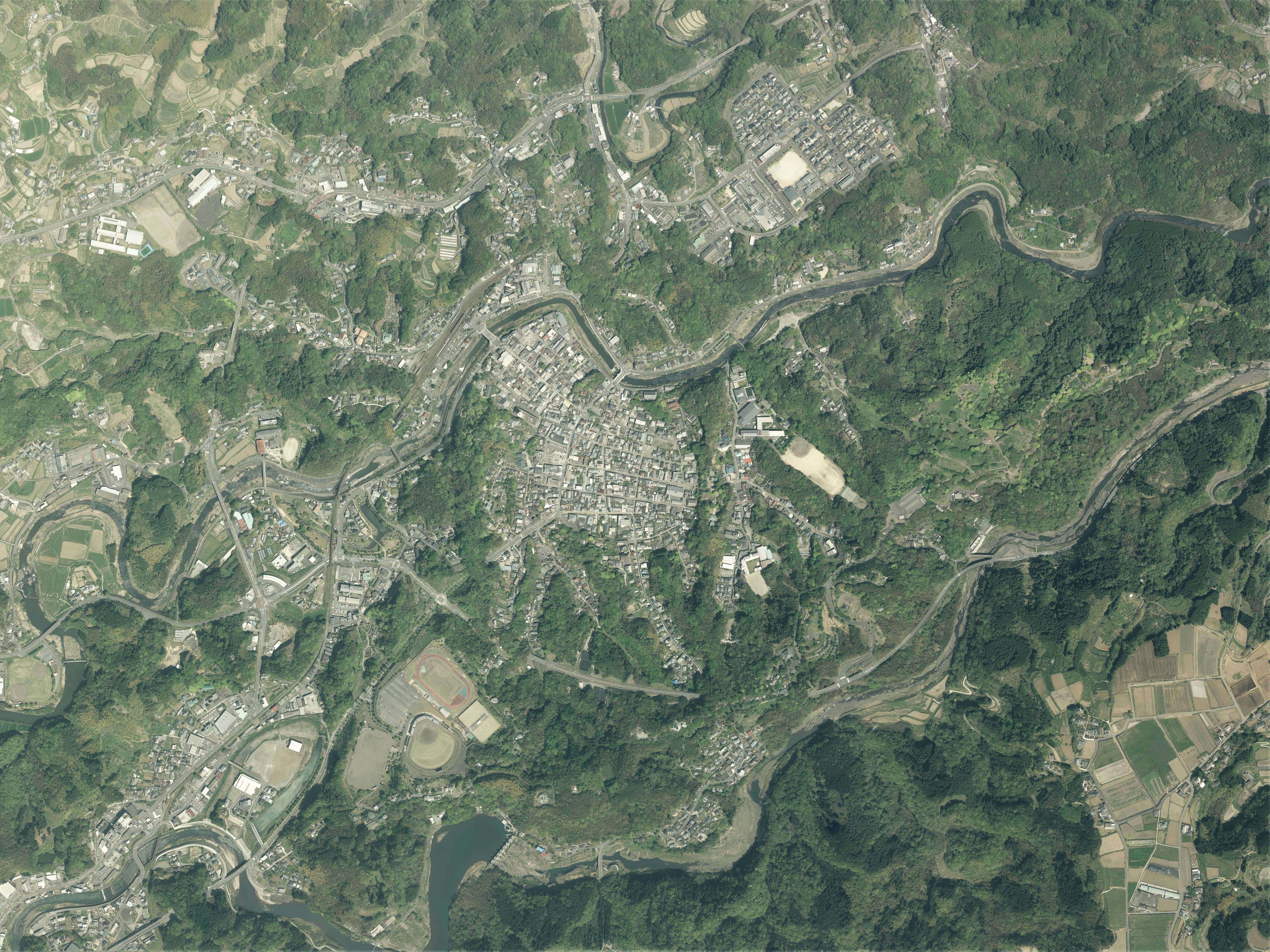
竹田市中心部周辺の空中写真。
2014年4月20日撮影の5枚を合成作成。。

大分県の南西部に位置し、中心市街地は大分市から南西約55km、熊本県熊本市から東北東約73 kmの場所に位置する。周辺はくじゅう連山・阿蘇山・祖母山・傾山などの1,000 m級の山岳に囲まれ、竹田湧水群や久住高原を持つ自然豊かな市である。東に隣接する豊後大野市と共に豊肥地区（奥豊後）と呼ばれ、沿岸部の南部地方と区別される場合がある。ただし、気象庁の予報区分（一次細分区域）では、竹田市は大分県西部とされている。
西は熊本県、南は祖母山・傾山を挟んで宮崎県の2県と隣接している。ただし、竹田市と宮崎県の間には、自動車の通れない歩行者用道路も含め、直接連絡する道路は一切ない。当市から宮崎県へは、南西に隣接する熊本県阿蘇郡高森町を経由する大規模主要地方道の主要地方道竹田五ヶ瀬線が、単一路線で結んでいる唯一の道路で、他に、南東に隣接する豊後大野市緒方町を通る主要地方道緒方高千穂線などを経由するルートがある。
山地
- 祖母山・越敷岳・緩木山・くじゅう連山（久住山・大船山）

盆地
- 竹田盆地

河川
- 稲葉川・玉来川・大野川・芹川

### 気候
気候は市内全域が太平洋側気候に属している。ただし、旧竹田市は典型的な内陸性気候であり、夏は日中は暑いが朝晩は涼しい。冬は九州の市部としては日田市と並んで寒い。一方、周辺部は冬季が寒冷で夏季は比較的冷涼な山地型気候の避暑地であり、竹田市街地と、それ以外の山間地域とは特に夏期の気温の面で気候に違いがあるといえる。
年間平均気温は14.7℃。
真夏日（日最高気温30℃以上の日）の平年値は52.6日、猛暑日（最高気温が35℃以上の日）は3.0日である。熱帯夜（日最低気温25℃以上の日）の平年値は1.0日とかなり少なく、朝晩は冷涼で過ごしやすい。
冬は九州の市部としては寒い地域の一つである。1月の平均気温は3.9℃。祖母山・阿蘇山・くじゅう連山の3つの山岳に囲まれた内陸にあるため、冬日（日最低気温0℃以下の日）の平年値は64.6日と寒い日が続く。真冬日（日最高気温0℃未満の日）の平年値は0.2日である。竹田市街地においては冬型の気圧配置では降雪は少ないが、2月から3月にかけて発生する南岸低気圧で大雪になりやすい。2014年（平成26年）2月13日-16日には昭和43年以来46年ぶりの大雪となり、農業被害は3億円を超えた。
平均年間降水量が1,885.3 mmと多雨で特に梅雨期に集中するため、過去には1990年（平成2年）の平成2年梅雨前線豪雨、1990年（平成2年）の2012年（平成24年）の平成24年7月九州北部豪雨等の水害も発生している。2012年（平成24年）7月中旬の九州北部豪雨では、玉来川下流で氾濫し市が広範囲にわたって浸水。住宅11棟が全壊し、半壊87棟、床上浸水87棟、床下浸水88棟となり、橋の流失もみられた。この豪雨の影響で、豊後竹田駅-緒方駅は約1ヶ月間、豊後竹田駅-宮地駅間は翌2013年（平成25年）8月3日まで不通となった。

#### 気温・降水量極値
- 観測史上最高気温：38.1℃（2024年（令和6年）8月1日観測）[8]
- 観測史上最低気温：-8.6℃（1984年（昭和59年）2月10日観測）[8]
- 降水量
  - 最大10分間降水量：25.5mm（2013年（平成25年）7月26日観測）[8]
  - 日最大1時間降水量：78.0mm（2006年（平成18年）7月5日及び2009年（平成21年）8月10日観測観測）[8]

2012年（平成24年）7月12日の九州北部豪雨では、最大3時間降雨量が135mmと、1982年（昭和57年）及び1990年（平成2年）の水害を超える竹田市の観測史上最大を記録した[9]。

| 竹田（1991年 - 2020年）の気候                            | 竹田（1991年 - 2020年）の気候 | 竹田（1991年 - 2020年）の気候 | 竹田（1991年 - 2020年）の気候 | 竹田（1991年 - 2020年）の気候 | 竹田（1991年 - 2020年）の気候 | 竹田（1991年 - 2020年）の気候 | 竹田（1991年 - 2020年）の気候 | 竹田（1991年 - 2020年）の気候 | 竹田（1991年 - 2020年）の気候 | 竹田（1991年 - 2020年）の気候 | 竹田（1991年 - 2020年）の気候 | 竹田（1991年 - 2020年）の気候 | 竹田（1991年 - 2020年）の気候 |
| 月                                                       | 1月                           | 2月                           | 3月                           | 4月                           | 5月                           | 6月                           | 7月                           | 8月                           | 9月                           | 10月                          | 11月                          | 12月                          | 年                            |
| -------------------------------------------------------- | ----------------------------- | ----------------------------- | ----------------------------- | ----------------------------- | ----------------------------- | ----------------------------- | ----------------------------- | ----------------------------- | ----------------------------- | ----------------------------- | ----------------------------- | ----------------------------- | ----------------------------- |
| 最高気温記録 °C （°F）                                   | 20.8 (69.4)                   | 25.0 (77)                     | 28.0 (82.4)                   | 29.8 (85.6)                   | 35.0 (95)                     | 34.7 (94.5)                   | 36.9 (98.4)                   | 38.1 (100.6)                  | 35.2 (95.4)                   | 31.7 (89.1)                   | 27.3 (81.1)                   | 23.5 (74.3)                   | 38.1 (100.6)                  |
| 平均最高気温 °C （°F）                                   | 9.0 (48.2)                    | 10.6 (51.1)                   | 14.4 (57.9)                   | 19.9 (67.8)                   | 24.3 (75.7)                   | 26.1 (79)                     | 30.4 (86.7)                   | 31.1 (88)                     | 27.2 (81)                     | 22.1 (71.8)                   | 16.8 (62.2)                   | 11.3 (52.3)                   | 20.3 (68.5)                   |
| 日平均気温 °C （°F）                                     | 3.9 (39)                      | 5.0 (41)                      | 8.4 (47.1)                    | 13.6 (56.5)                   | 18.2 (64.8)                   | 21.3 (70.3)                   | 25.4 (77.7)                   | 25.7 (78.3)                   | 22.0 (71.6)                   | 16.5 (61.7)                   | 11.0 (51.8)                   | 5.8 (42.4)                    | 14.7 (58.5)                   |
| 平均最低気温 °C （°F）                                   | −0.9 (30.4)                   | −0.3 (31.5)                   | 2.7 (36.9)                    | 7.5 (45.5)                    | 12.6 (54.7)                   | 17.4 (63.3)                   | 21.7 (71.1)                   | 21.7 (71.1)                   | 17.9 (64.2)                   | 11.5 (52.7)                   | 5.6 (42.1)                    | 0.7 (33.3)                    | 9.9 (49.8)                    |
| 最低気温記録 °C （°F）                                   | −8.4 (16.9)                   | −8.6 (16.5)                   | −7.2 (19)                     | −3.2 (26.2)                   | 1.2 (34.2)                    | 7.7 (45.9)                    | 12.1 (53.8)                   | 13.8 (56.8)                   | 5.5 (41.9)                    | 0.2 (32.4)                    | −3.4 (25.9)                   | −8.2 (17.2)                   | −8.6 (16.5)                   |
| 降水量 mm （inch）                                       | 48.1 (1.894)                  | 67.4 (2.654)                  | 103.6 (4.079)                 | 117.7 (4.634)                 | 147.8 (5.819)                 | 364.9 (14.366)                | 309.7 (12.193)                | 221.0 (8.701)                 | 268.6 (10.575)                | 124.1 (4.886)                 | 67.6 (2.661)                  | 45.0 (1.772)                  | 1,885.3 (74.224)              |
| 平均降水日数 （≥1.0 mm）                                 | 5.8                           | 7.9                           | 10.1                          | 10.0                          | 9.8                           | 15.0                          | 13.1                          | 11.8                          | 10.9                          | 7.4                           | 6.9                           | 5.8                           | 114.4                         |
| 平均月間日照時間                                         | 159.9                         | 151.3                         | 170.3                         | 188.1                         | 194.9                         | 131.7                         | 174.2                         | 193.5                         | 144.8                         | 165.6                         | 153.8                         | 160.6                         | 1,988.6                       |
| 出典1：Japan Meteorological Agency                       |                               |                               |                               |                               |                               |                               |                               |                               |                               |                               |                               |                               |                               |
| 出典2：気象庁 (平均値：1991年-2020年、極値：1977年-現在) |                               |                               |                               |                               |                               |                               |                               |                               |                               |                               |                               |                               |                               |

### 隣接市町村
大分県
- 大分市
- 豊後大野市
- 由布市
- 玖珠郡九重町

熊本県
- 阿蘇市
- 阿蘇郡南小国町・産山村・高森町

宮崎県
- 西臼杵郡高千穂町

### 地域
竹田市では市内の各小学校の周辺地区を12箇所にそれぞれ分けている。以下、各地区の大字とともに記述する。
竹田
（たけた　竹田・豊岡小学校　竹田市の中心市街地で、玉来地区へと市街地が連坦している）
- 竹田（旧竹田町）
- 竹田町（旧竹田町）
- 会々（旧豊岡村）
- 飛田川（旧豊岡村）
- 片ヶ瀬（旧小富士村→緒方町）

明治
（めいじ　明治小学校）（明治小学校は平成21年3月に竹田小学校へ対等合併された）
- 植木（旧明治村）
- 平田（旧明治村）

岡本
（おかもと　岡本小学校）（岡本小学校は平成25年3月に竹田小学校へと対等合併された）
- 枝（旧岡本村）
- 中（旧岡本村）
- 挟田（旧岡本村）
- 三宅（旧岡本村）

城原
（きばる 城原小学校）
- 小川（旧城原村）
- 城原（旧城原村）
- 下坂田（旧城原村）
- 高伏（旧城原村）
- 福原（旧城原村）
- 米納（旧城原村）

宮城
（みやぎだい　宮城台小学校）（宮城台小学校は令和2年3月に竹田小学校へと対等合併された）
- 市用（旧宮城村）
- 上坂田（旧宮城村）
- 上畑（旧宮城村）
- 刈小野（旧宮城村）
- 久保（旧宮城村）
- 志土知（旧宮城村）
- 下志土知（旧宮城村）
- 炭竈（旧宮城村）
- 古園（旧宮城村）
- 川床（旧宮城村）

南生
（なんせい　南部・菅生小学校で玉来、松本、菅生が含まれる。市内または大分県内のみならず九州地方山間部では最も人口または児童生徒数が多い地区）
- 岩本（旧玉来町）
- 玉来（旧玉来町）
- 拝田原（旧玉来町）
- 吉田（旧玉来町）
- 穴井迫（旧松本村）
- 岩瀬（旧松本村）
- 君ヶ園（旧松本村）
- 向山田（旧松本村）
- 渡瀬（旧松本村）
- 今（旧菅生村）
- 小塚（旧菅生村）
- 菅生（旧菅生村）
- 戸上（旧菅生村）

祖峰
（そほう 祖母山麓地域の総称で祖峰小学校で嫗岳、宮砥、入田が含まれ、過疎地域で険しい山間部である）
- 倉木（旧嫗岳村）
- 神原（旧嫗岳村）
- 田井（旧嫗岳村）
- 中角（旧嫗岳村）
- 九重野（旧宮砥村）
- 次倉（旧宮砥村）
- 太田（旧入田村）
- 入田（旧入田村）
- 門田（旧入田村）

荻
（おぎ　荻小学校　熊本県と隣接する西側を除き、南生地域に囲まれている）

合併前は10の大字があったが、合併により新たな大字が発足し22に増加した。
- 荻町恵良原（旧荻村）
- 荻町木下（旧荻村）
- 荻町桑木（旧荻村）
- 荻町新藤（旧荻村）
- 荻町馬場（旧荻村）
- 荻町藤渡（旧荻村）
- 荻町馬背野（旧荻村）
- 荻町政所（旧荻村）
- 荻町南河内（旧荻村）
- 荻町柏原（旧柏原村）
- 荻町高城（恵良原より独立）
- 荻町瓜作（柏原より独立）
- 荻町大平（柏原より独立）
- 荻町叶野（柏原より独立）
- 荻町北原（柏原より独立）
- 荻町西福寺（柏原より独立）
- 荻町鴫田（柏原より独立）
- 荻町高練木（柏原より独立）
- 荻町田代（柏原より独立）
- 荻町陽目（柏原より独立）
- 荻町仏面（柏原より独立）
- 荻町宮平（柏原より独立）

久住
（くじゅう　久住小学校、白丹小学校）
- 久住町大字久住
- 久住町大字白丹（旧白丹村）
- 久住町大字添ヶ津留（旧白丹村）

都野
（みやこの 都野小学校）
- 久住町大字有氏（旧都野村）
- 久住町大字栢木（旧都野村）
- 久住町大字仏原（旧都野村）

直入
（なおいり　長湯小学校）
- 直入町大字長湯（旧長湯町）
- 直入町大字神堤（旧西大野村→朝地町）

下竹田
（しもたけだ）
- 直入町大字上田北（旧下竹田村）
- 直入町大字下田北（旧下竹田村）

## 歴史

### 行政区画の変遷
- 1889年（明治22年）4月1日 町村制施行に伴い、現在の市域にあたる以下の町村が発足。

直入郡竹田町・豊岡村・明治村・岡本村・玉来村・松本村・入田村・宮砥村・嫗岳村・菅生村・城原村・宮城村・荻村・柏原村・白丹村・久住村・都野村・長湯村・下竹田村
- 1906年（明治22年）6月30日 【町制施行】玉来村⇒玉来町
- 1920年（大正9年）1月1日 【町制施行】久住村⇒久住町
- 1942年（昭和17年）4月1日 【新設合併】竹田町・豊岡村・明治村・岡本村⇒竹田町
- 1948年（昭和23年）4月1日 【町制施行】長湯村⇒長湯町
- 1950年（昭和25年）9月1日 【分立】竹田町⇒竹田町・豊岡村
- 1954年（昭和29年）3月31日
  - 【新設合併・市制施行】竹田町・玉来町・豊岡村・松本村・入田村・宮砥村・嫗岳村・菅生村・城原村・宮城村⇒竹田市（初代）
  - 【編入】白丹村⇒久住町
- 1955年（昭和30年）3月20日 【新設合併】久住町・都野村⇒久住都町
- 1955年（昭和30年）3月31日 【新設合併】長湯町・下竹田村⇒直入町
- 1955年（昭和30年）4月1日 【新設合併】荻村・柏原村⇒荻町
- 1955年（昭和30年）7月1日 緒方町の一部を竹田市に編入。
- 1957年（昭和32年）1月15日 【改称】久住都町⇒久住町
- 2005年（平成17年）4月1日 【新設合併】竹田市・荻町・久住町・直入町⇒竹田市(これにより、直入郡が消滅。)

## 市政

### 歴代市長
| 代    | 氏名     | 就任年月日    | 退任年月日    |
| ----- | -------- | ------------- | ------------- |
| 初代  | 牧剛尓   | 2005年4月24日 | 2009年4月23日 |
| 2-4代 | 首藤勝次 | 2009年4月24日 | 2021年4月23日 |
| 5代   | 土居昌弘 | 2021年4月24日 |               |

### 市役所
- 竹田市役所

〒878-8555 大分県竹田市大字会々1650番地

### 支所
- 荻支所

〒879-6192 大分県竹田市荻町恵良原1772番地7
- 久住支所

〒878-0201 大分県竹田市久住町大字久住6161番地1
- 直入支所

〒878-0402 大分県竹田市直入町大字長湯8201番地

## 国政・県政

### 国政
衆議院小選挙区選挙では大分2区に属する。直近の第49回衆議院議員総選挙（2021年10月）での選出議員は以下のとおり。
- 衛藤征士郎（自由民主党）

なお、吉川元（立憲民主党）が比例で復活当選している。

### 県政
本市でひとつの選挙区をなす。定数は1人。直近の2023年大分県議会議員選挙での選出議員は以下のとおり。
- 宮成公一郎（自由民主党）

## 公共機関

### 国の行政機関
- 法務省大分地方法務局竹田支局
- 国税庁熊本国税局竹田税務署

### 国立大学法人
- 国立大学法人九州大学農学部附属農場 高原農業実験実習場

### 県の行政機関
- 豊肥振興局
- 竹田土木事務所
- 竹田警察署

### 司法機関
- 大分地方裁判所竹田支部
- 大分家庭裁判所竹田支部
- 竹田簡易裁判所

## 経済

### 産業
- 主な産業:農業、運輸業、林業
- 産業人口:19.8%

### 主要特産品
- カボス[13]
- しいたけ[13]
- トマト[13]
- スイートコーン[13]
- サフラン[13]
- 豊後牛[13]

### 伝統工芸

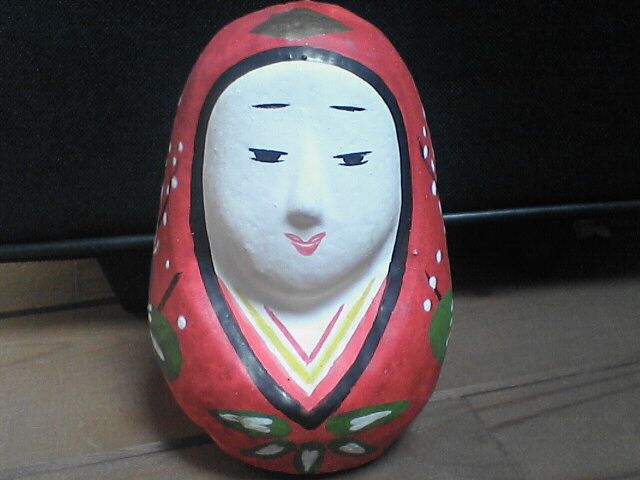
竹田の姫だるま

- 姫だるま[14]

### 竹田市に本社を置く企業
- フレイン (スーパーマーケット)

## 姉妹都市・提携都市

### 日本国内
- 中野市（長野県）

1967年（昭和42年）1月18日親善都市提携
- 仙台市（宮城県）

1967年（昭和42年）3月14日友好都市提携
- 茨木市（大阪府）

2013年（平成25年）11月16日歴史文化姉妹都市提携

### 日本国外
- サン・ロレンソ（パラグアイ共和国セントラル県）

1973年（昭和48年）10月28日姉妹都市提携
- バート・クロツィンゲン（ドイツ連邦共和国バーデン＝ヴュルテンベルク州）

2004年（平成16年）10月姉妹都市提携
- 田寮区（台湾高雄市）

2017年（平成29年）2017年1月13日姉妹都市提携

## 地域

### 人口
| |                                        |  |
| 竹田市と全国の年齢別人口分布（2005年） | 竹田市の年齢・男女別人口分布（2005年） |  |
| ■紫色 ― 竹田市 ■緑色 ― 日本全国 | ■青色 ― 男性 ■赤色 ― 女性              |  |
| 竹田市（に相当する地域）の人口の推移 \| 1970年（昭和45年） \| 42,873人 \| \| \| 1975年（昭和50年） \| 38,359人 \| \| \| 1980年（昭和55年） \| 36,011人 \| \| \| 1985年（昭和60年） \| 34,693人 \| \| \| 1990年（平成2年） \| 32,398人 \| \| \| 1995年（平成7年） \| 30,368人 \| \| \| 2000年（平成12年） \| 28,689人 \| \| \| 2005年（平成17年） \| 26,534人 \| \| \| 2010年（平成22年） \| 24,423人 \| \| \| 2015年（平成27年） \| 22,332人 \| \| \| 2020年（令和2年） \| 20,332人 \| \| |                                        |  |
| 総務省統計局 国勢調査より |                                        |  |
| 1970年（昭和45年） | 42,873人                               |  |
| 1975年（昭和50年） | 38,359人                               |  |
| 1980年（昭和55年） | 36,011人                               |  |
| 1985年（昭和60年） | 34,693人                               |  |
| 1990年（平成2年） | 32,398人                               |  |
| 1995年（平成7年） | 30,368人                               |  |
| 2000年（平成12年） | 28,689人                               |  |
| 2005年（平成17年） | 26,534人                               |  |
| 2010年（平成22年） | 24,423人                               |  |
| 2015年（平成27年） | 22,332人                               |  |
| 2020年（令和2年） | 20,332人                               |  |

合併前の旧・竹田市の人口は2000年（平成12年）10月1日時点で17,489人であり、市としては、大分県で最少、九州地方では福岡県山田市（現・嘉麻市）に次いで少なく、全国でも8番目に少なかった。

## 教育

### 大学
- 九州大学農学部附属農場高原農業実験実習場

### 高等学校
大分県立（2校）
- 大分県立竹田高等学校
- 大分県立久住高原農業高等学校

かつては大分県立竹田商業高等学校も存在したが、2006年（平成18年）、竹田商業高校と東に隣接する豊後大野市三重町にあった三重高校、三重農業高校、緒方工業高校の4校を統合し、総合選択制の三重総合高校が現在の三重農業高校の位置に開設。統合された4校は同年度より募集を停止し、在校生が卒業する2008年（平成20年）3月をもって閉校となった。竹田商業高校の跡地には、翌2009年（平成21年）8月に竹田中学校が移転した。
私立
- 稲葉学園高等学校

2022年（令和4年）、竹田南高等学校から改称。

### 中学校
市立（4校）
- 竹田市立竹田中学校
  - 2003年（平成15年）に旧竹田中学校と双城中学校を統合し、新たに竹田中学校となる。さらに2023年（令和5年）に久住中学校、都野中学校と統合。
- 竹田市立竹田南部中学校
  - 生徒数の減少に伴い、2005年（平成17年）に南生中学校及び祖峰中学校を統合して設立。
- 竹田市立直入中学校
- 竹田市立緑ヶ丘中学校

### 小学校
竹田市立（10校）
- 竹田市立竹田小学校
- 竹田市立豊岡小学校
- 竹田市立城原小学校
- 竹田市立南部小学校
- 竹田市立祖峰小学校
- 竹田市立直入小学校
- 竹田市立久住小学校
- 竹田市立都野小学校
- 竹田市立白丹小学校
- 竹田市立荻小学校

### 特別支援学校
- 大分県立竹田支援学校

### 社会教育

#### 文化施設
- 竹田市総合文化ホール グランツたけた
- 祖母山麓体験交流施設「あ祖母学舎」
- 竹田市野外活動施設

#### 図書館・図書室
- 竹田市立図書館・図書室
  - 荻図書室
  - 久住図書室
  - 直入図書室

#### 美術館・博物館
- 佐藤義美記念館
- 竹田市立歴史資料館
- 市民ギャラリー水琴館
- 瀧廉太郎記念館
- 竹田創生館
- 久住美術館久住さやか
- 荻みらい館 - 2014年（平成26年）3月31日廃止。荻みらい館の機能は、豊後荻駅に併設された荻駅交流館の図書室・資料展示室に引き継がれた。

#### 公民館
- 竹田市中央公民館
- 竹田分館
- 岡本分館
- 明治分館
- 豊岡分館
- 玉来分館
- 松本分館
- 入田分館
- 嫗岳分館
- 宮砥分館
- 菅生分館
- 宮城分館
- 城原地区館
- 荻中央公民館
- 柏原公民館
- 久住中央公民館
- 都野公民館
- 白丹公民館
- 直入中央公民館
- 山村交流センター

#### 体育施設
- 竹田市直入総合運動公園
- 竹田市久住総合運動公園
- 竹田市立総合運動公園
- 竹田市体育センター（竹田市民体育館　旧・勤労者青少年ホーム体育館）
- 竹田市荻グラウンド
- 竹田市直入B&G海洋センター

#### 郵便局
- 竹田郵便局（竹田町）（集配局）
- 竹田駅前郵便局（大字会々）
- 竹田明治郵便局（大字植木）
- 玉来郵便局（大字玉来）
- 菅生郵便局（大字菅生）
- 城原郵便局（大字米納）
- 岡本郵便局（大字三宅）
- 宮城簡易郵便局（大字炭竈）
- 入田郵便局（大字門田）
- 宮砥郵便局（大字次倉）
- 嫗岳郵便局（大字神原）
- 荻郵便局（荻馬場）（集配局）
- 柏原郵便局（荻瓜作）
- 久住郵便局（久住）（集配局）
- 都野郵便局（久住栢木）
- 白丹郵便局（久住白丹）
- 長湯郵便局（直入長湯）
- 下竹田郵便局（直入上田北）

## 交通
市内は市内中心部を除き、大半が鉄道空白地帯の為自家用車やバス・タクシーでの移動が主流である。
市の中心街の周囲は山に囲まれた盆地にあり、どこに出るにもトンネルを抜けなければならないほど多くのトンネルがあることから、「レンコンの町」の異名がある。

### 空港
- 熊本県上益城郡益城町にある熊本空港が最寄の空港である。市内から60km程であり、1時間かかる。

### 鉄道
九州旅客鉄道（JR九州）
- 豊肥本線
  - 豊後竹田駅 - 玉来駅 - 豊後荻駅

### 路線バス
- 竹田市コミュニティバス（大野竹田バスが運行）
  - 竹田市内
  - 大分市 - 由布市（挾間・庄内） - 竹田市
  - 豊後大野市 - 竹田市
- 特急バス「やまびこ号」（九州産交バス・大分バスが運行）
  - 熊本市 - 阿蘇くまもと空港 - 大津町 - 南阿蘇村 - 阿蘇市 - 竹田市 - 豊後大野市 - 大分市

### 道路

#### 地域高規格道路
- 中九州横断道路 竹田IC

#### 有料道路
- 久住高原ロードパーク

#### 一般国道
- 国道57号
- 国道442号
- 国道502号

#### 県道
主要地方道
- 大分県道・熊本県道・宮崎県道8号竹田五ヶ瀬線
- 大分県道・熊本県道11号別府一の宮線
- 大分県道30号庄内久住線
- 大分県道47号竹田直入線

一般県道
- 熊本県道・大分県道131号笹倉久住線
- 熊本県道・大分県道135号高森竹田線
- 大分県道209号朝地直入線
- 大分県道410号牧口徳田竹田線
- 大分県道412号久住高原野津原線
- 大分県道638号白丹竹田線
- 大分県道639号神原玉来線
- 大分県道640号穴井迫荻線
- 大分県道669号阿蘇くじゅう公園線
- 大分県道695号九重野荻線
- 大分県道699号小川穴井迫線

#### 道の駅
- 竹田
- ながゆ温泉
- すごう

## 名所・旧跡・観光スポット・祭事・催事

### 名所・旧跡・観光スポット

#### 自然
- 竹田湧水群（名水百選）
- 九重連山 - 九重山のコケモモ群落[16]、大船山のミヤマキリシマ群落[17]は国の天然記念物に指定されている。
  - 坊ガツル
- 久住高原
  - くじゅう花公園
  - ガンジーファーム（みどり高原牧場）
  - スカイパークあざみ台
  - 久住高原コテージ・オートビレッジ
  - 久住高原地ビール村
  - 久住滑空場 - 学生によるグライダーの飛行練習が行われている。
- 白水の滝 - 国の登録記念物[18]。

#### 文化財等
- 岡城跡 - 国の史跡[19]。滝廉太郎が「 荒城の月」を作曲する際にモデルになった。詞は土井晩翠が仙台・青葉城を見て作詞した。
- 岡藩主中川家墓所 - 国の史跡[20]。
- 旧竹田荘 - 田能村竹田の旧宅。国の史跡[21]。
- 七ツ森古墳群 - 国の史跡[22]。
- 願成院本堂（愛染堂） - 国の重要文化財[23]。
- 白水溜池堰堤 - 国の重要文化財[24]。
- 若宮井路笹無田石拱橋 - 国の登録有形文化財[25]。
- 明正井路一号幹線一号橋 - 土木学会選奨土木遺産。日本最大の水路橋。
- キリシタン洞窟礼拝堂 - 県の史跡。
- 扇森稲荷神社[26]
- 武家屋敷通り[27]

#### 温泉
- 竹田温泉群 - 国民保養温泉地[28]。
  - 長湯温泉
  - 久住高原温泉郷 - 赤川温泉、七里田温泉、法華院温泉、久住高原温泉、三船温泉、満天望温泉、紅殻之湯温泉
  - 竹田・荻温泉 - 竹田温泉、荻温泉（荻の里温泉）

#### その他
- SPA直入 - サーキット。

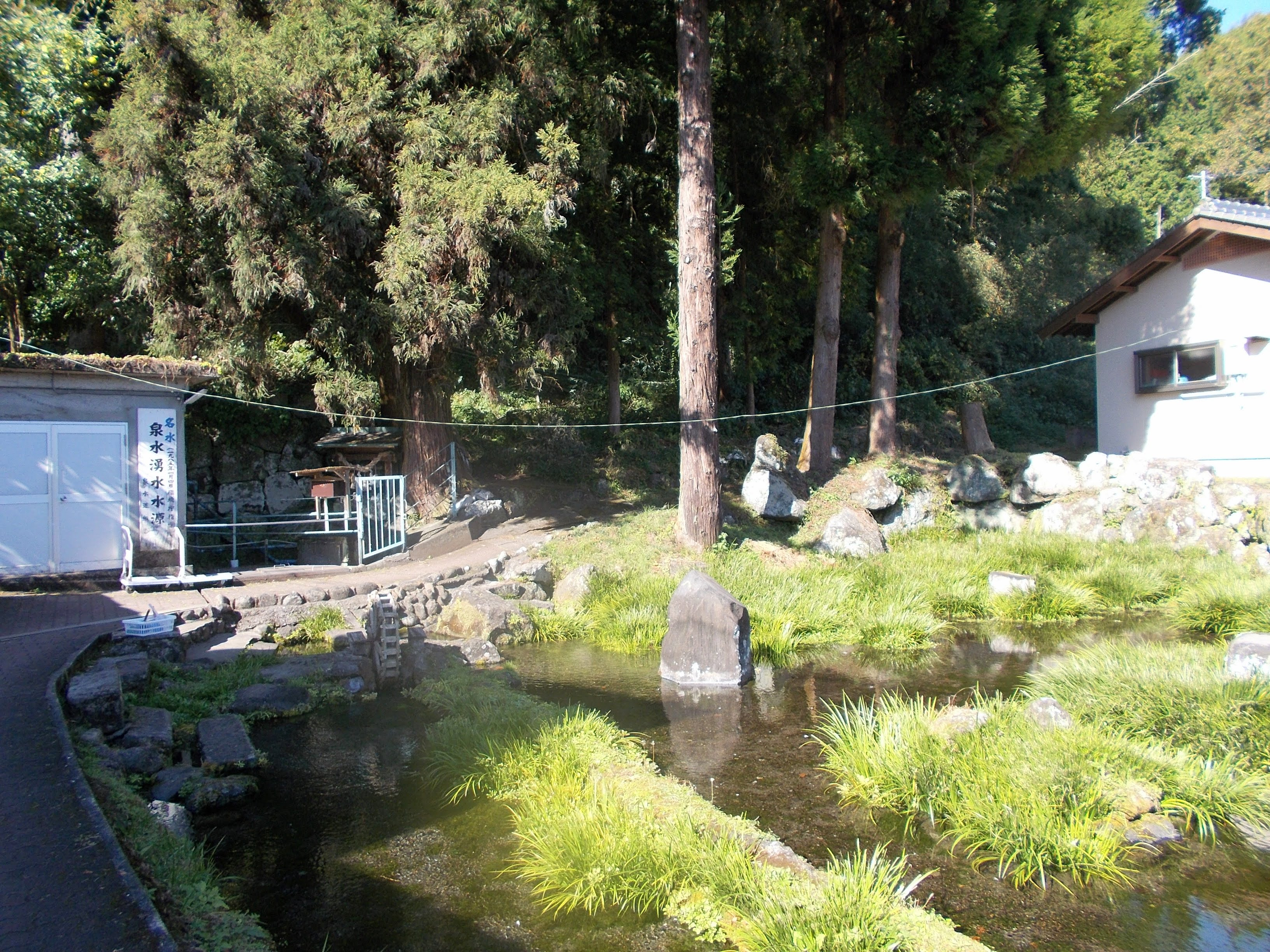
竹田湧水群（泉水湧水）
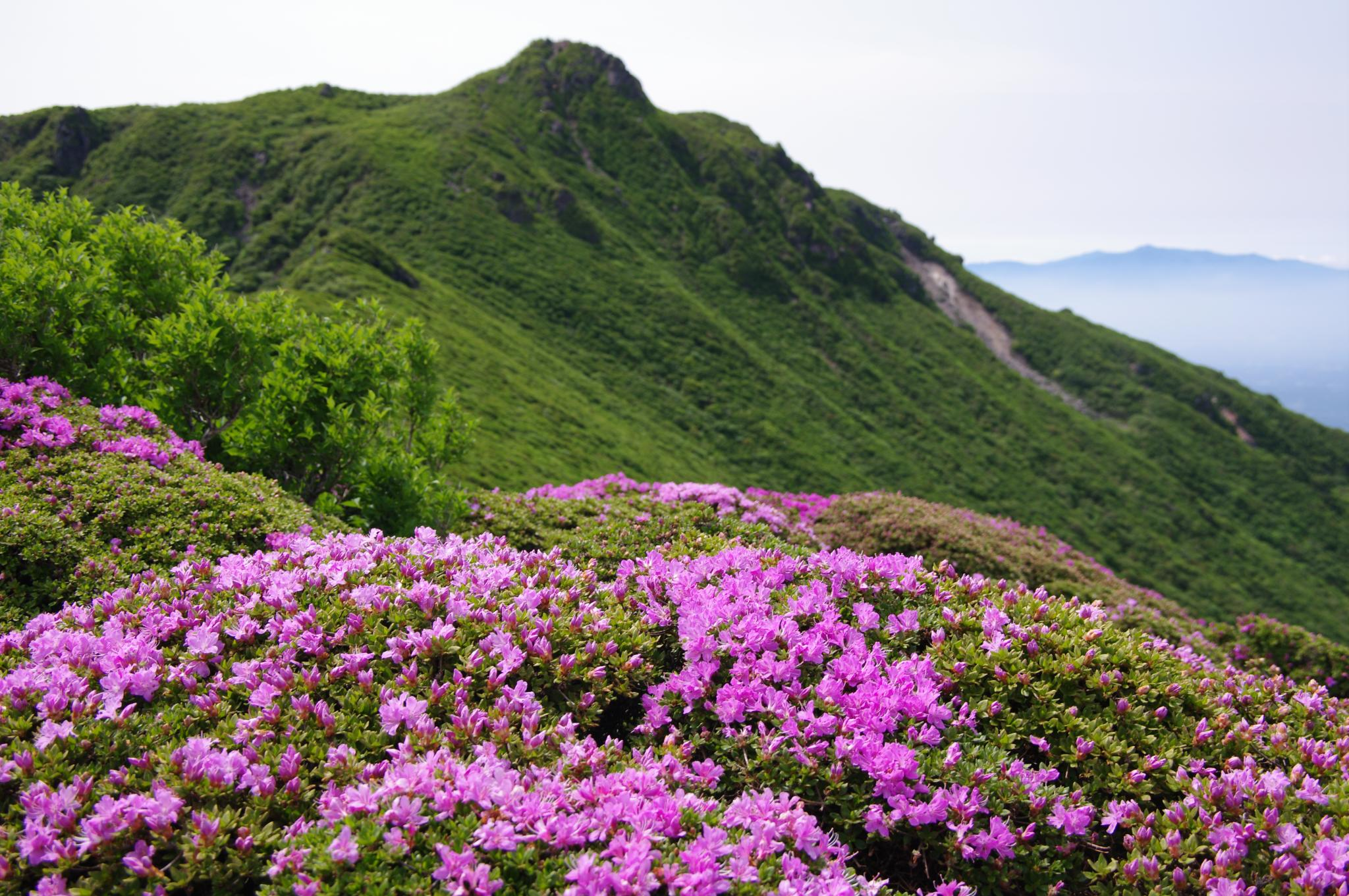
九重連山（大船山）
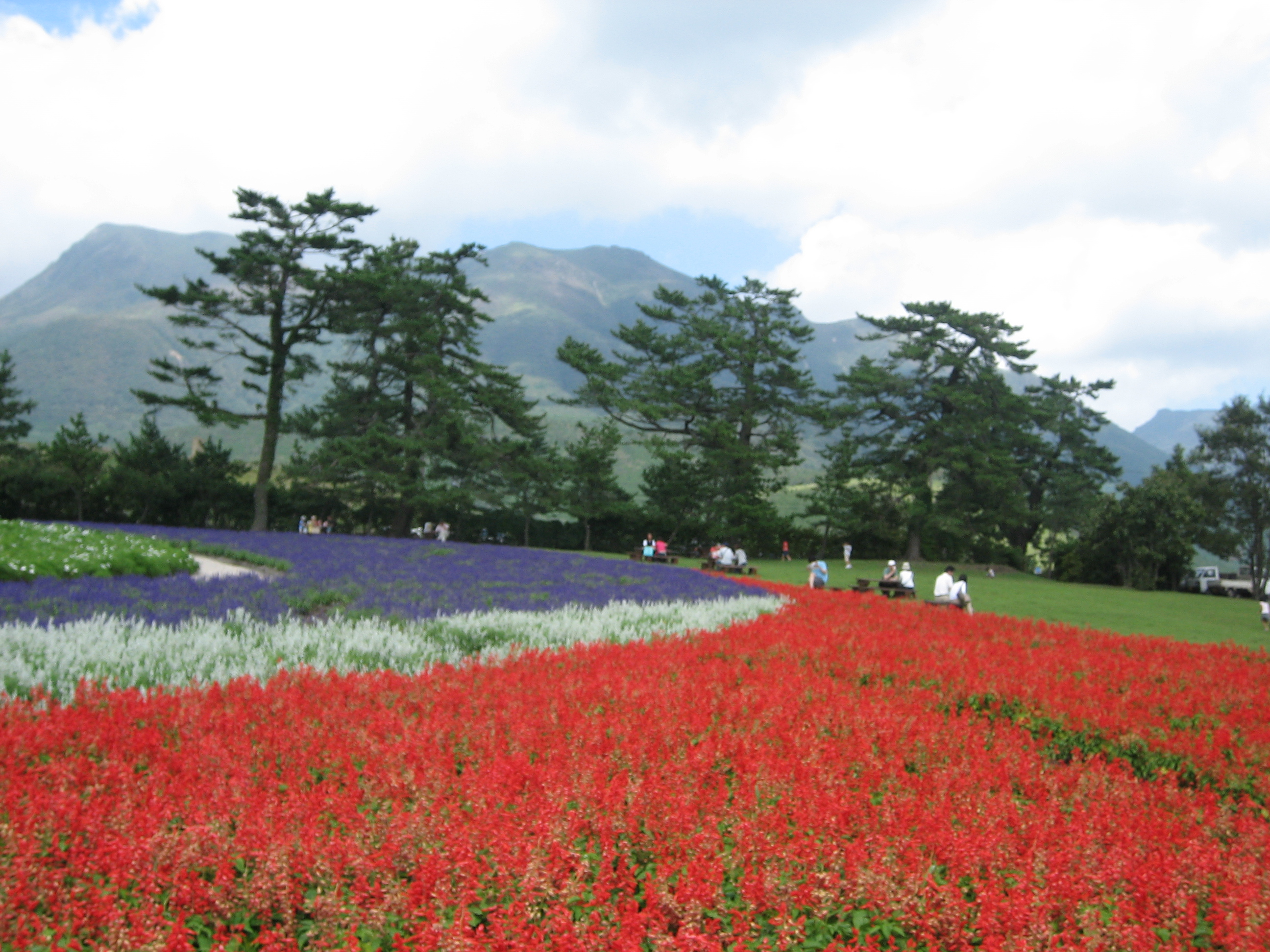
くじゅう花公園
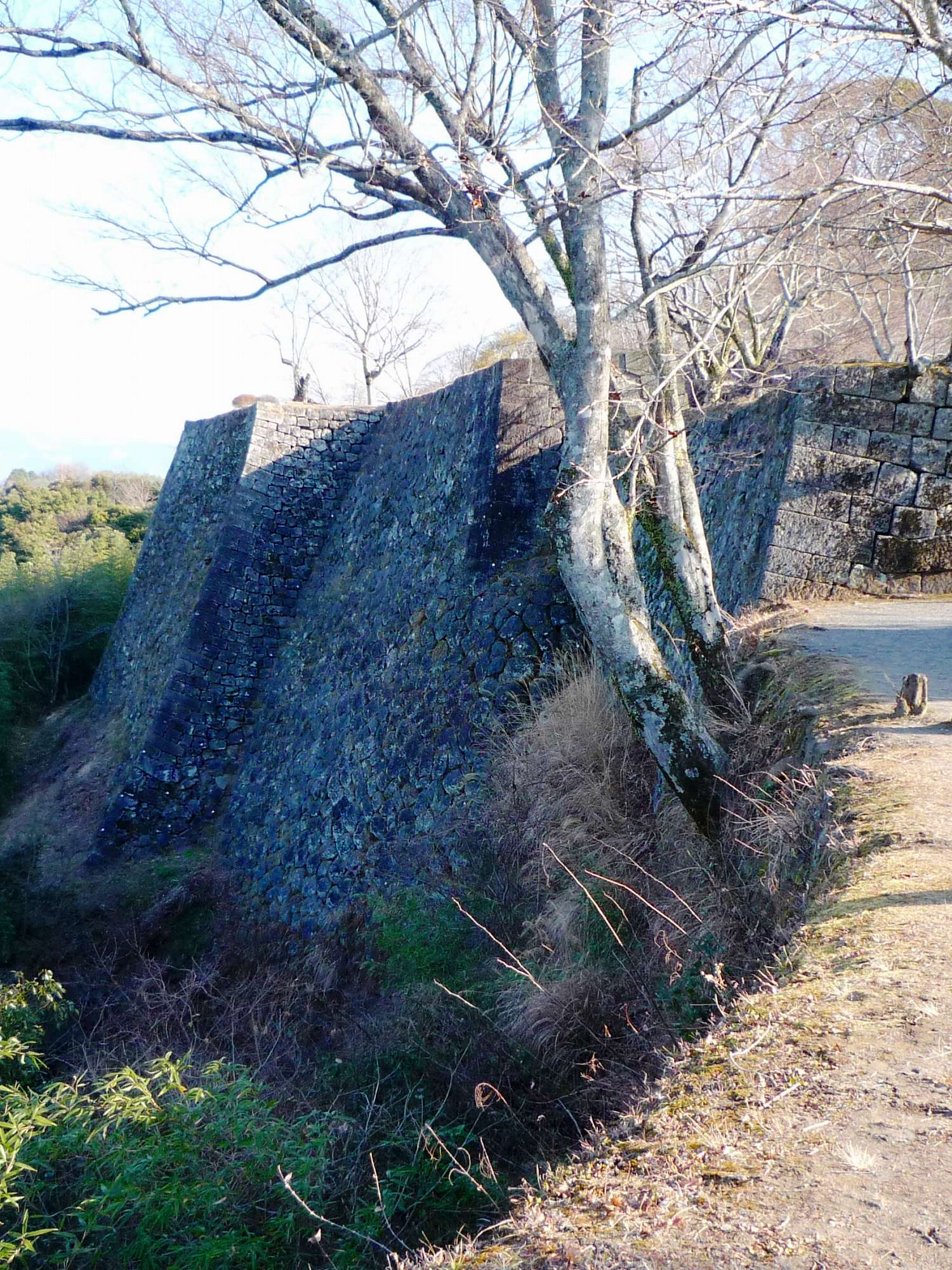
冬の岡城
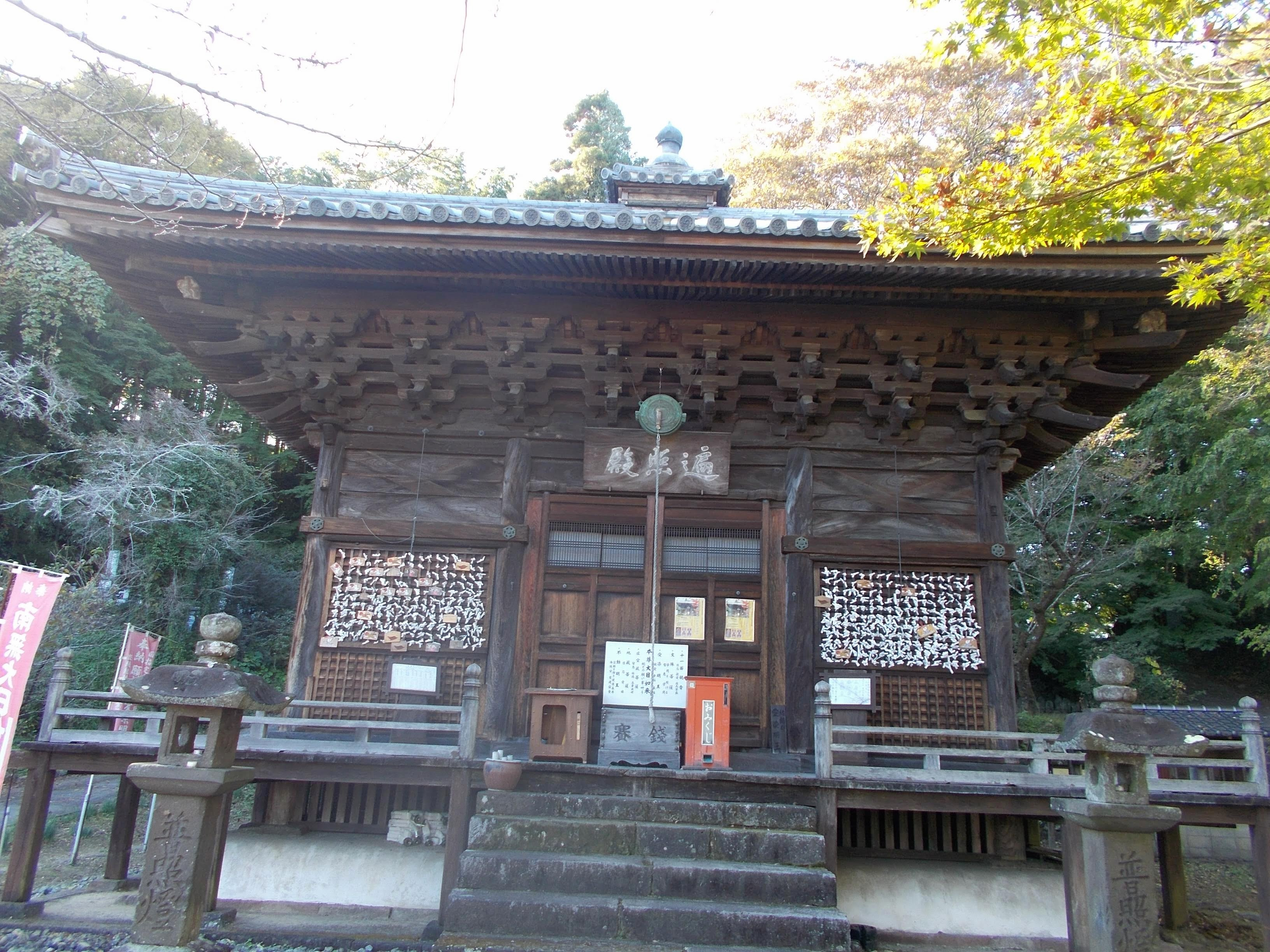
願成院本堂（愛染堂）
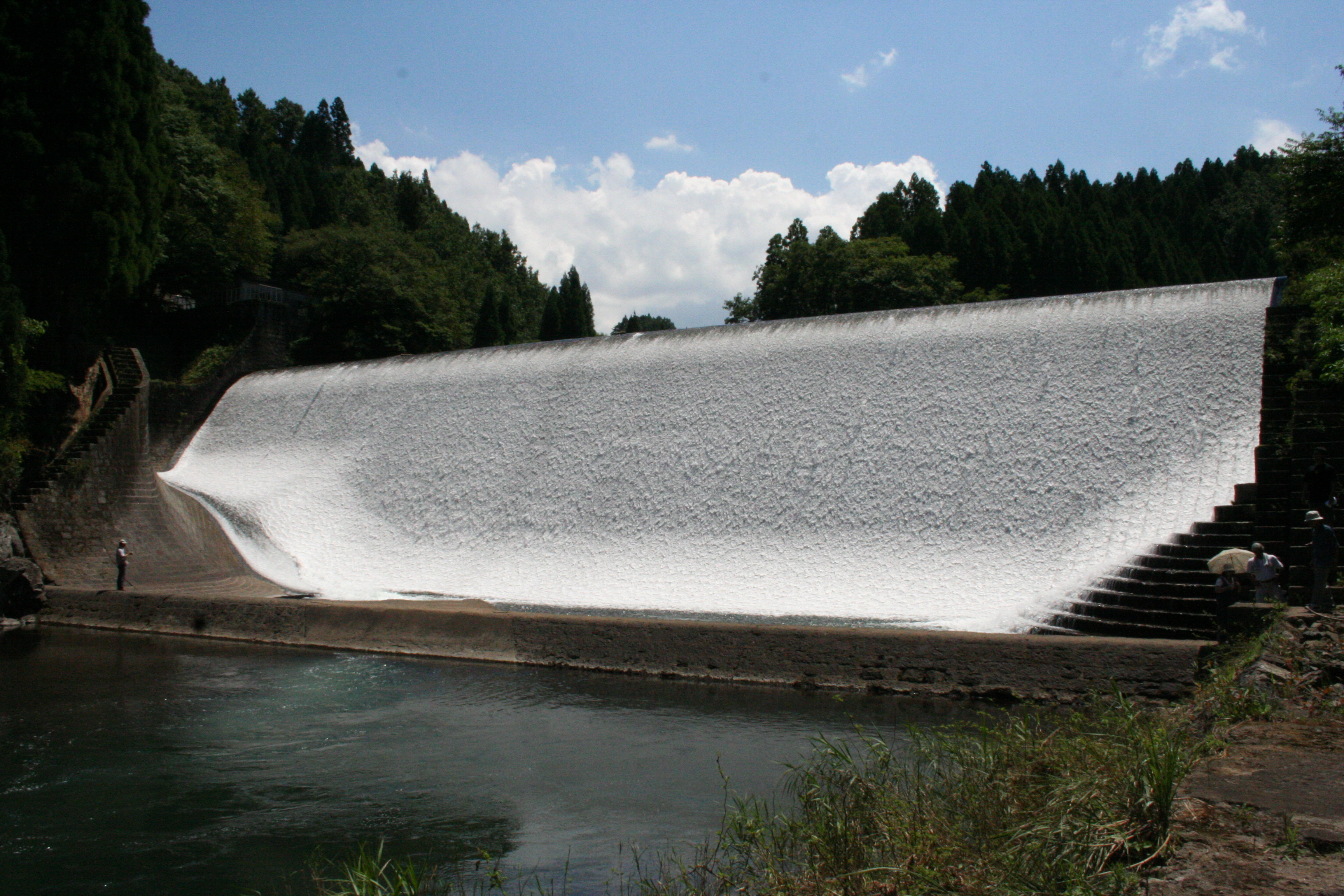
白水溜池堰堤
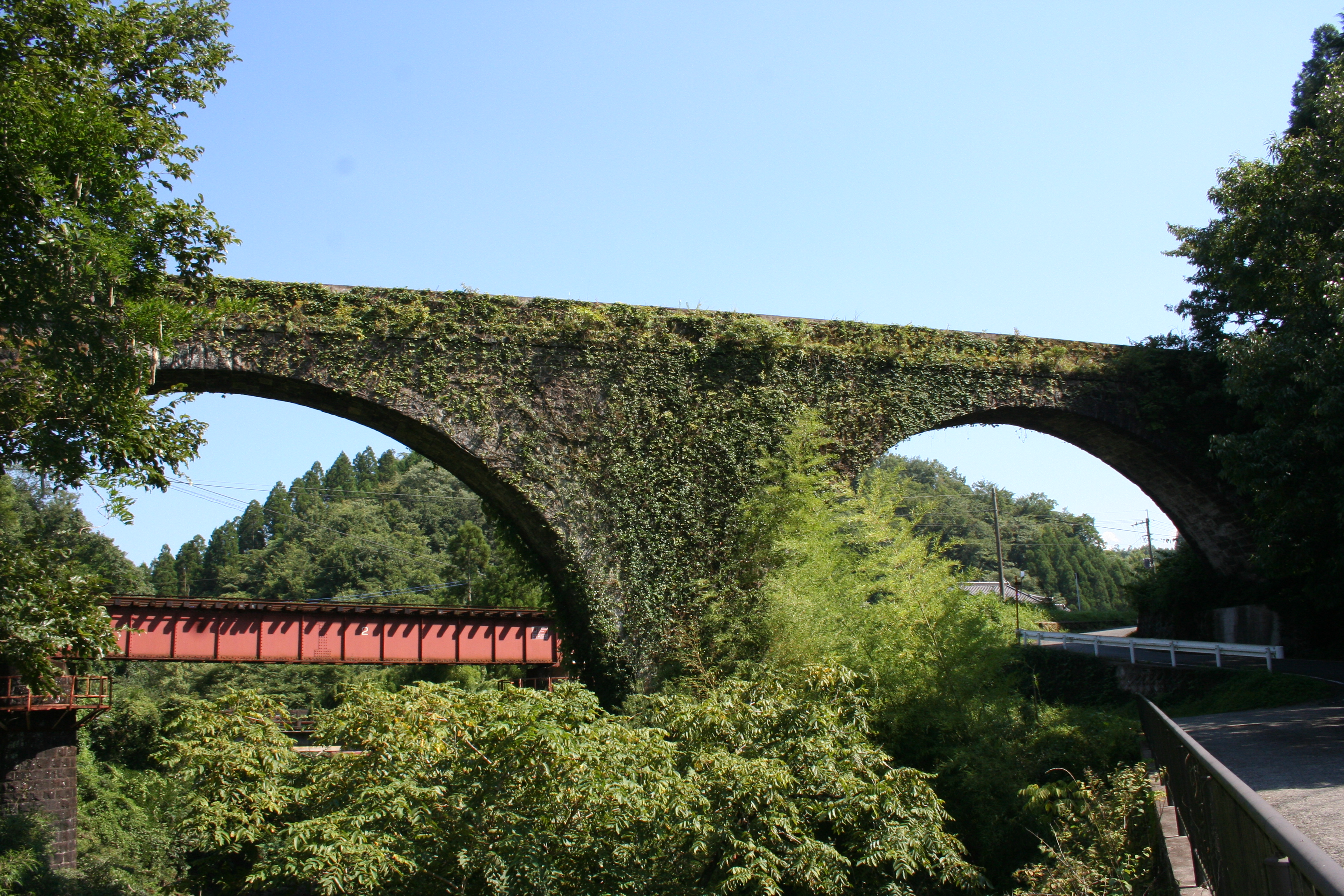
若宮井路笹無田石拱橋
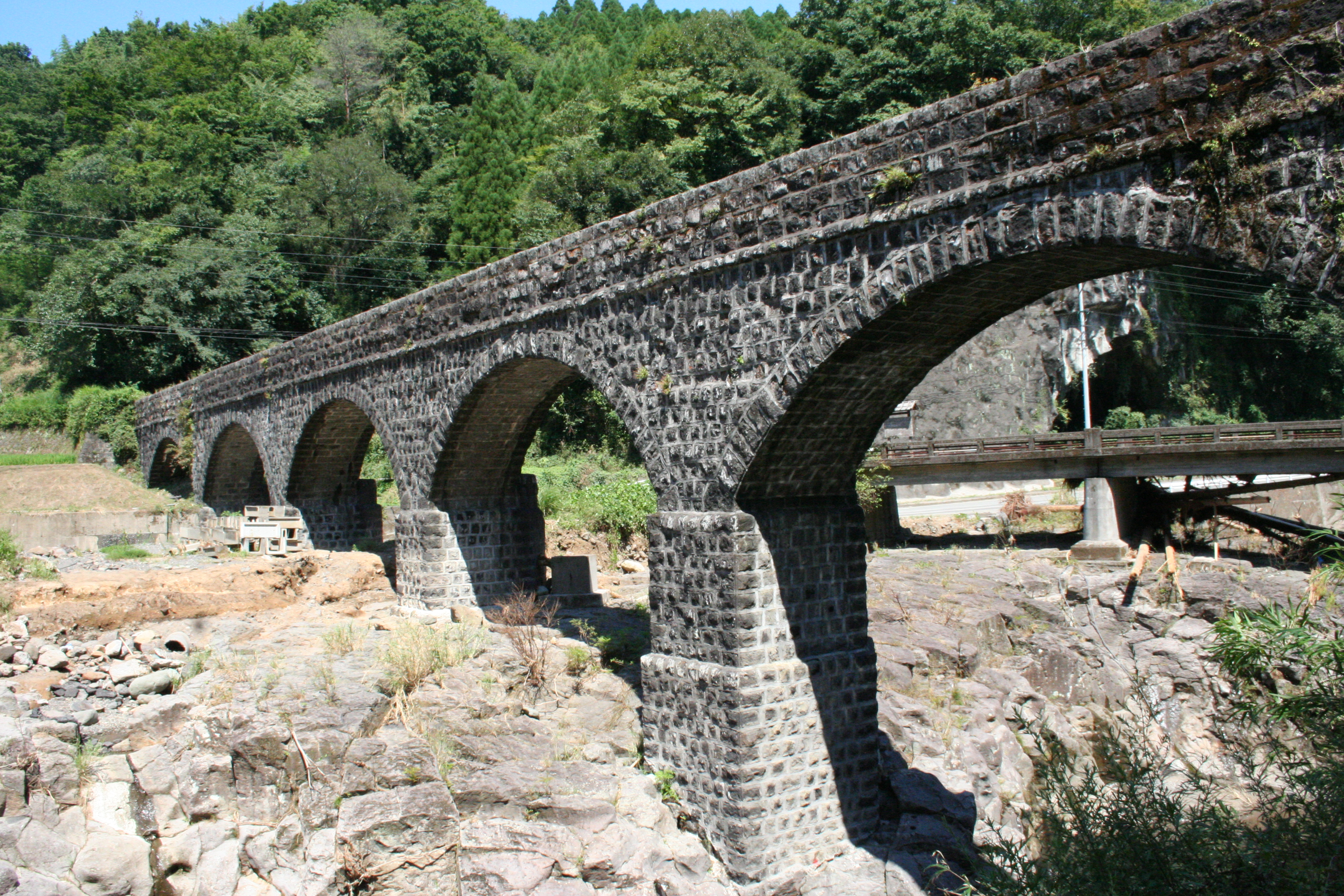
明正井路一号幹線一号橋
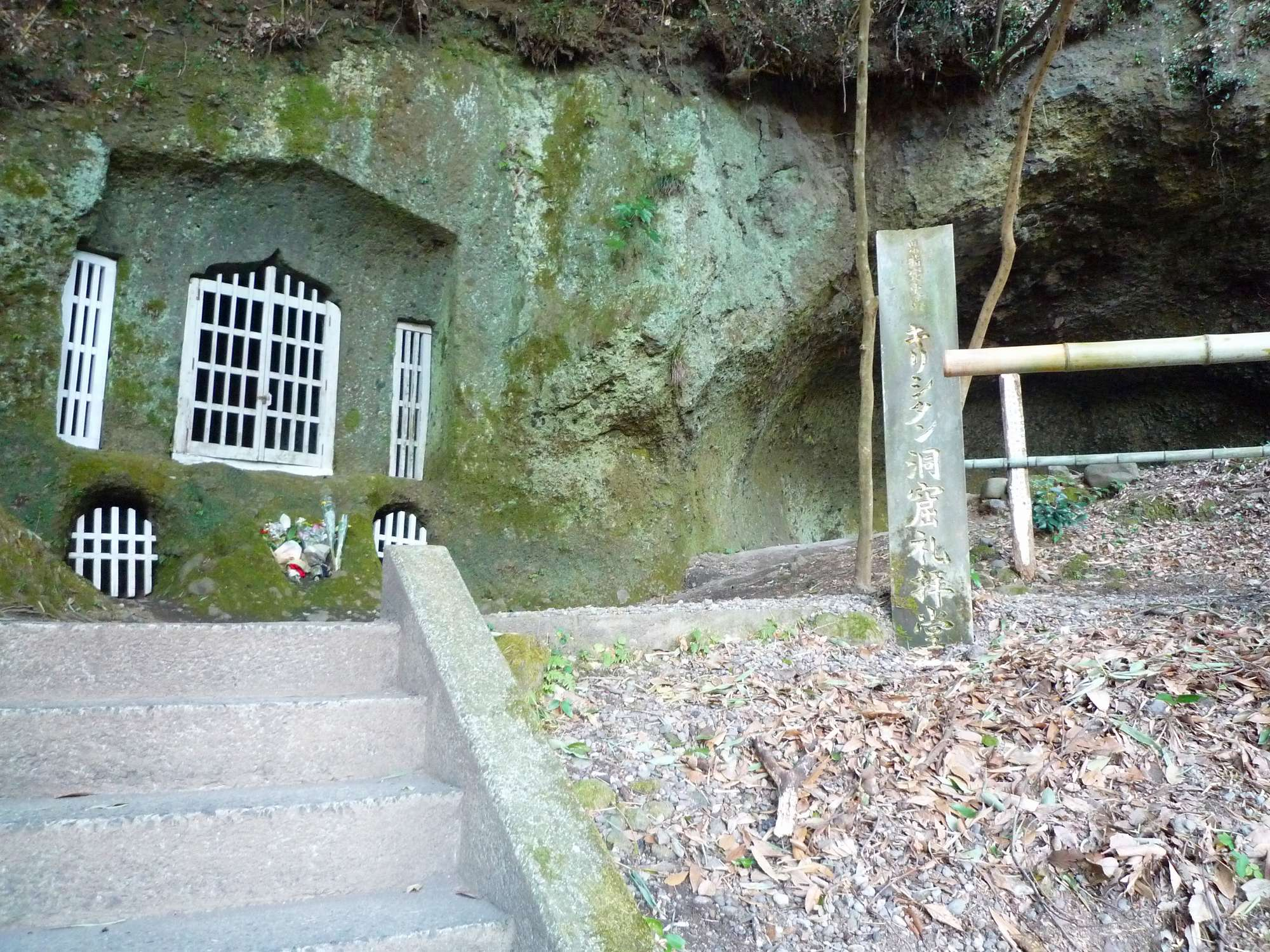
キリシタン洞窟礼拝堂
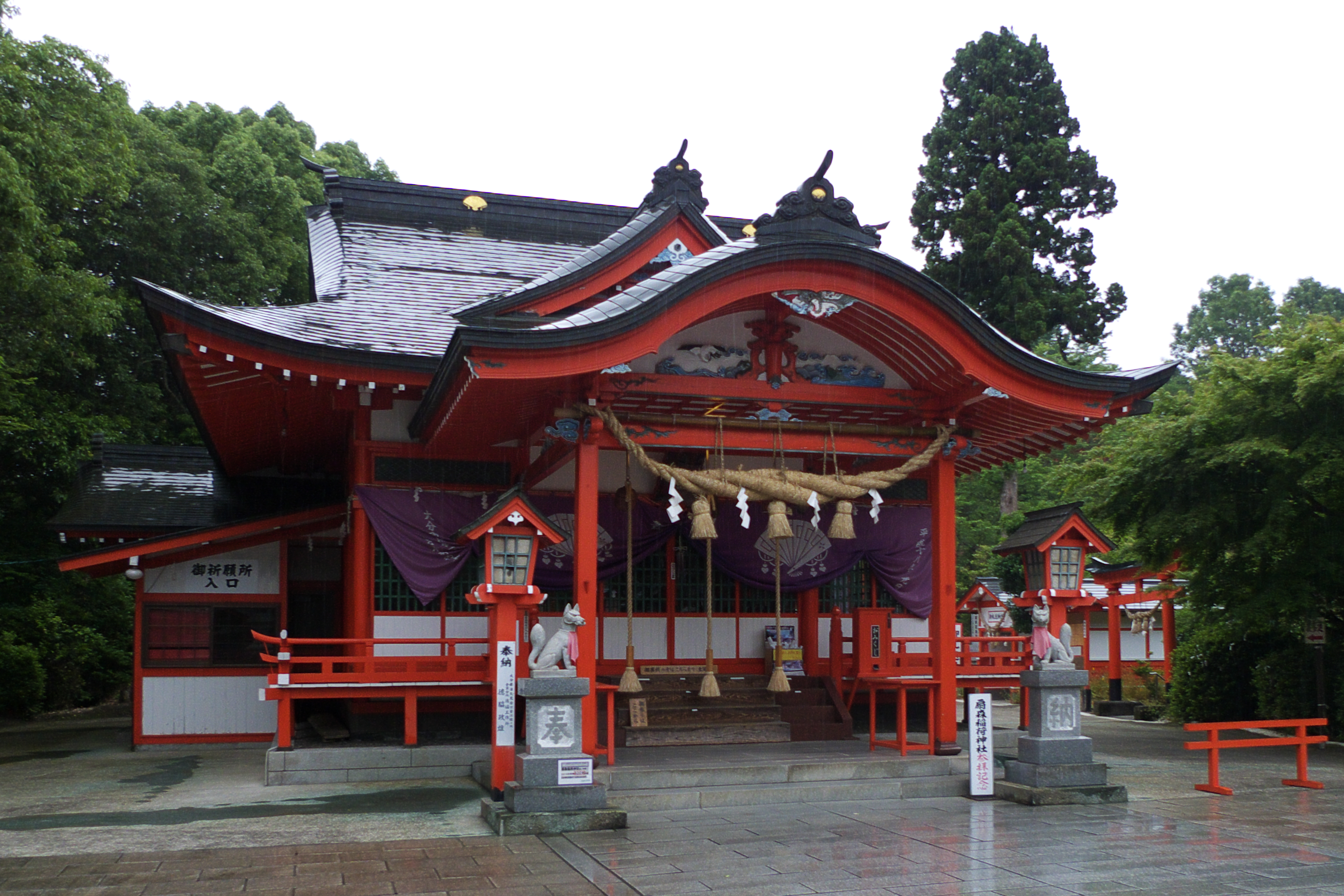
扇森稲荷神社
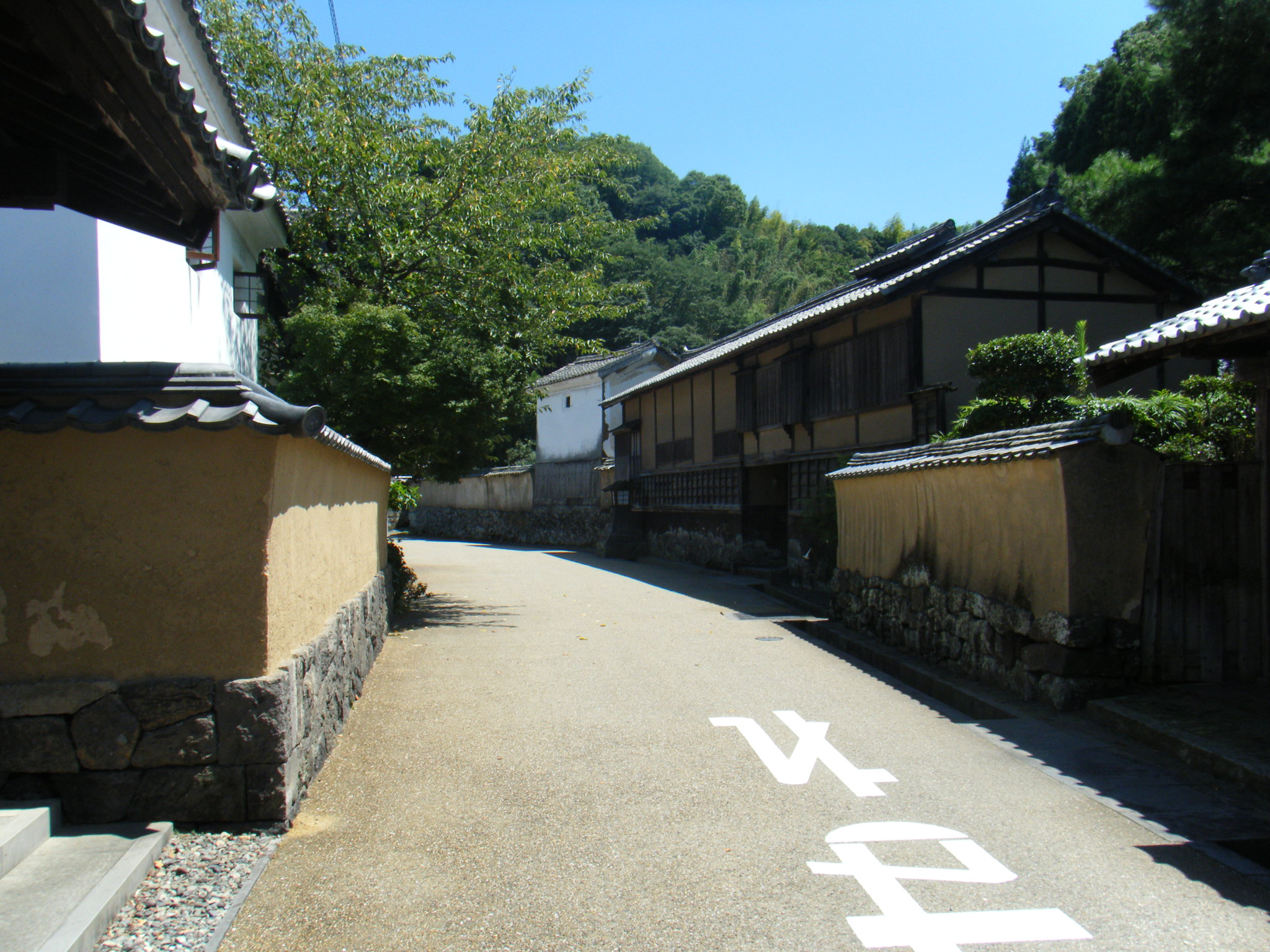
武家屋敷通り
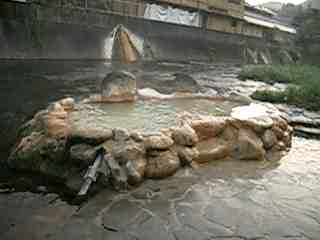
長湯温泉

### 祭事・催事
- 岡城桜祭り（4月4日）
- 竹田七夕まつり（8月第2土曜日・日曜日）
- 竹楽（11月第3土曜日・日曜日）
- 城下町花火大会（8月中旬）
- 都野秋季大祭（10月第2土曜日）
- 城原八幡社 大祭 (10月中旬)

## 百選
- かおり風景100選：臼杵・竹田の城下町のカボス
- 水の郷百選：水と緑のアクティブ文化都市－竹田
- 日本の音風景100選：岡城跡の松籟
- 日本100名城：岡城跡

## 著名な出身者
- 秋山巌（版画家）

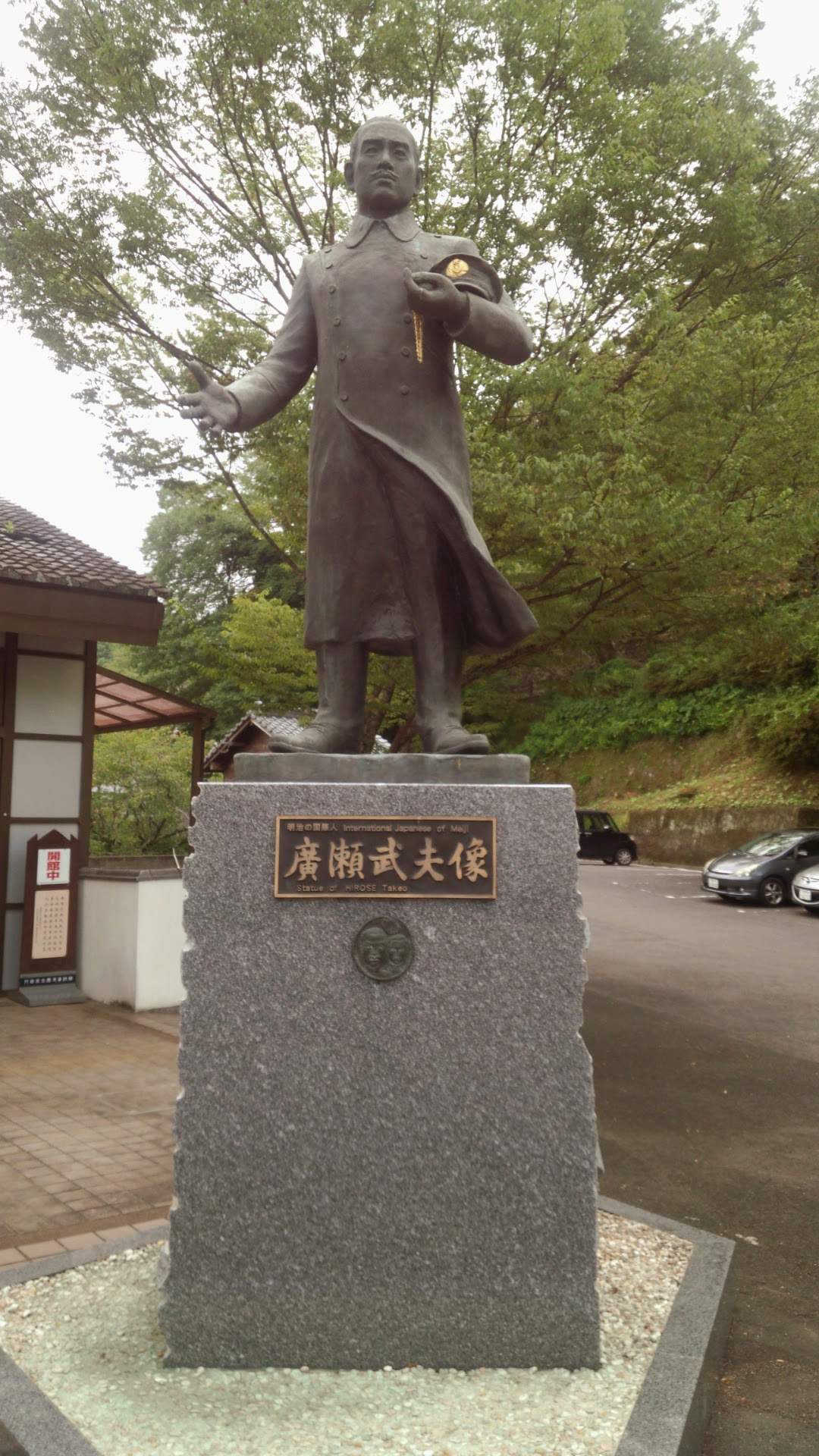
廣瀬武夫像

- 阿南惟幾（軍人）- 本籍は竹田市だが、出生地は東京都新宿区牛込箪笥町。父親は竹田市玉来地区出身。
- 阿南健治（俳優）
- 衛藤ヒロユキ（漫画家）
- 衛藤衛（宣教師）- 日露戦争で受勲後、渡米しアメリカ日系人の間で活動。1990年、ワシントンDCのセレモニーで旧収容所住人代表9人の一人として、米政府の謝罪と慰謝料を受ける。モンタナのジョーと名乗り、シカゴマフィアの幹部となったケン衛藤の実父。
- 大空ヒット（漫才師）
- 川合豊彦[29]（農林水産技官）
- かわのをとや（声優）
- 菊池真琴（プロボクサー）
- 佐藤義美（童話作家）- 童謡「犬のおまわりさん」「グッドバイ」が代表作。竹田市岡本地区出身。
- 志賀隼哉（NHKアナウンサー）
- 首藤健二郎（ローカルタレント・政治家、竹田市議会議員を経て、現在は大分県議会議員）
- すぎやまこういち（作曲家）- 青年時代、竹田市に疎開していた。
- 瀧廉太郎（音楽家）- 出生地は東京都港区西新橋だが、実父の公務（転任）で幼少期を竹田で過ごした。
- 田能村竹田（文人画家）
- 田能村直入（文人画家）
- 野島裕史（声優） - 野島昭生の長男で、少年時代を竹田で過ごした。
- 野島健児（声優）- 野島昭生の次男で、少年時代を竹田で過ごした。
- 野島智司（作家）- 野島昭生の三男で、少年時代を竹田で過ごした。
- 平野隆（映画プロデューサー）
- 広瀬武夫（軍人）
- 本田維憲（政治家） - 1996年10月から2004年7月まで日出町長（2期）。竹田市君ケ園生まれ。
- 三浦俊良（僧侶、洛南高等学校・附属中学校校長）